# Aramari
Aramari là một đô thị thuộc bang Bahia, Brasil. Đô thị này có diện tích 352,54 km², dân số năm 2007 là 9457 người, mật độ 26,83 người/km².